# Robert J. O’Neill
Robert John O’Neill, AO (* 5. November 1936 in Melbourne; † 19. April 2023 in Katoomba, New South Wales) war ein australischer Offizier und Militärhistoriker.

## Leben
O’Neill diente von 1955 bis 1968 in der Australian Army. Von 1955 bis 1958 besuchte er das Royal Military College Duntroon, von 1959 bis 1960 studierte er als Rhodes-Stipendiat an der University of Melbourne. Am Brasenose College der University of Oxford studierte er von 1961 bis 1965 und erwarb seinen DPhil bei Norman H. Gibbs. Als Nachrichtenoffizier des 5th Battalion der Royal Australian Regiment war er 1966/67 im Vietnamkrieg eingesetzt, sein damaliger Dienstgrad war Captain. 1968 schied er als Major aus.
Er war am Strategic and Defence Studies Centre der Australian National University tätig und war Official Australian Historian des Koreakrieges. Von 1971 bis 1982 leitete er das dortige Strategic and Defence Studies Centre. Von 1982 bis 1987 war er Direktor des International Institute for Strategic Studies in London und von 1987 bis 2000 war er Chichele Professor of the History of War am All Souls College der University of Oxford. 1988 war er Gastredner am Liddell Hart Centre for Military Archives. Er war u. a. Mitglied der Royal Historical Society.
Von 2000 bis 2005 war er Chairman of the Council des Australian Strategic Policy Institute in Canberra. Von 2003 bis 2005 war er Deputy Chairman of Board der Graduate School of Government an der University of Sydney und von 2006 bis 2007 Planning Director am United States Studies Centre der University of Sydney. Ab 2003 war er Direktor des Lowy Institute for International Policy in Sydney.
O’Neill war verheiratet und Vater von zwei Kindern.

## Auszeichnungen
- 1957: Mentioned in Despatches[2]
- 1988: Officer of the Order of Australia[3]
- 2001: Centenary Medal[4]
- 2001: Hon. DLitt, Australian National University

## Schriften (Auswahl)
- The German Army and the Nazi Party, 1933–1939, London: Cassell 1966
- Vietnam Task: The 5th Battalion, the Royal Australian Regiment, 1966–67, Cassell Australia 1968
- Indo China tragedy, 1945–1954, Melbourne, Canberra, 1968
- General Giap – Politician and Strategist, Praeger 1969
- The Army in Papua-New Guinea; current role and implications for independence, Canberra: Australian National University Press 1971
- Australia in the Korean War 1950–53, Canberra: Australian War Memorial, Australian Govt. Pub. Service, 1981, 1985
- Herausgeber mit Lawrence Freedman, Paul Hayes: War, strategy, and international politics: essays in honour of Sir Michael Howard, Oxford: Clarendon Press 1992
- Herausgeber mit D. M. Horner: New directions in strategic thinking, Allen and Unwin 1981
- Herausgeber mit D. M. Horner: Australian defence policy for the 1980s, St Lucia, New York: University of Queensland Press, 1982.
- Herausgeber: East Asia, the West, and international security, Hamden: Archon Books 1987
- Herausgeber mit John Baylis: Alternative Nuclear Futures: the role of nuclear weapons in the post-cold war world, Oxford University Press 2000
- Herausgeber: I am soldier: war stories from the ancient world to the 20th century, Osprey 2009